# 2681 Ostrovskij
2681 Ostrovskij је астероид главног астероидног појаса чија средња удаљеност од Сунца износи 2,745 астрономских јединица (АЈ).
Апсолутна магнитуда астероида је 12,3.